# Бкулангрилл
Бкулангрилл — деревня в штате Нгеремленгуи Палау. Включает в себя линию жилых домов, сельскохозяйственные угодья и пристань.
В деревне есть хорошо украшенная католическая церковь.
Находится на северо-западе острова Нгермлуд.

## Население
| 2005 | 2015 |
| 170  | 227  |